# Hondo (historieta)
Hondo es una historieta italiana del Oeste de la casa Edizioni Audace (hoy Sergio Bonelli Editore), creada por Gian Luigi Bonelli en 1956. Los dibujos son de Franco Bignotti.
En Italia fueron publicados 117 números divididos en siete series. Fue uno de los personajes de historieta más amados de finales de los años 1950 y, aunque en Italia su publicación cesó en 1958, en Francia se escribieron nuevas aventuras durante muchos años.

## Argumento
Hondo es un intrépido explorador del Viejo Oeste, de pelo largo y chaqueta con flecos. En sus aventuras es acompañado por el apache Netanis y a menudo desarrolla el papel de mediador entre los blancos y los nativos.